# Brita Zacke
Brita Alma Zacke, tidigare Alma Brita Zacke, född Hessner 16 juli 1915 i Norrbärke socken, död 20 mars 2023,  var en svensk historiker, författare och lärare, främst inom historisk och sociologisk facklitteratur. 
Som studerande vid Stockholms universitet disputerade hon för filosofie doktorsexamen år 1971 på den socialhistoriska studien Koleraepidemien i Stockholm 1834. Boken ingår i Stockholmias monografiserie, som ges ut av Kommittén för Stockholmsforskning. Redan 1965 hade hon, som då var adjunkt på ett flickläroverk, fått ett ekonomiskt bidrag för att genomföra studien. Boken uppmärksammades av flertal stora dagstidningar såsom Svenska Dagbladet, Dagens Nyheter och Expressen.
1995 publicerade Zacke Född 1791: Pojkar i Gamla stan och Katarina för 200 år sedan, som skildrade unga pojkars liv i Stockholm runt sekelskiftet. År 2004, när hon var nästan 90 år gammal, publicerade hon boken Skolflicksöden i Stockholm under tidigt 1800-tal, som fokuserar på flickor med svåra ekonomiska förutsättningar som fick skolgång i så kallade kyrkskolor.
Brita Zacke var dotter till bankdirektör Lars Otto Andersson Hessner och Emmy Werner. Hon var syster till Hans Hessner. Brita Zacke var gift med kommendörkaptenen och manusförfattaren Einar Zacke från 1937 fram till hans död 1989. Makarna Zacke är begravna på Solna kyrkogård.